# Ктир велетенський
Ктир велетенський (Satanas gigas) — вид комах з родини ктирів (Asilidae). Один з 10 видів роду, єдиний вид роду у фауні України. Найбільша муха Палеарктики. Населяє переважно аридні райони від Північної Африки до Монголії і Північного Китаю. Вид занесений до Червоної книги України.

## Опис
Великі, довгасті і стрункі мухи, завдовжки 35—50 мм. Голова в густому сріблясто-білому пилку, груди в черевце — в густому сірому пилку. Волоски і щетинки на голові і черевці білі, груди в коротких чорних і довгих білих волосках. Ноги бурувато-чорні. Крила прозорі, із загнутими вперед третьою і четвертою радіальними жилками, що закінчуються на вершині крила. Фасеткові очі великі і опуклі. Ротовий хоботок видовжений; мандибули в ньому відсутні, але максили, підглоточник і нижня губа утворюють досконалий колючий орган. Слина ктиря містить сильну отруту (нейротоксин), від якої жертви швидко вмирають. Личинка білого кольору, має червоподібну витягнуту форму тіла; голова чорна, втягнута всередину тіла, озброєна гакоподібними видозміненими мандибулами. Лялечка гола, рухлива, жовтуватого кольору.

## Поширення
Ареал охоплює Південно-Східну Європу (Греція, Румунія, Україна, Росія (південний схід європейської частини), частину Північної Африки, Північно-Західний Іран, Закавказзя, Казахстан, Центральну Азію і Північний Китай.
В Україні поширений у лісостеповій (Черкаська, Київська і Полтавська області) і степовій (Дніпропетровська, Донецька, Запорізька, Херсонська і Миколаївська області, Крим) зонах.

## Місця перебування. Чисельність
В Україні населяють цілинні степи, добре прогріті сонцем розріджені чагарники в байраках і передгір'ях, піщані арени та кучугури з розрідженим травостоєм по берегах річок у долинах Дніпра, Південного Бугу та Дунаю.
Чисельність незначна (поодинокі особини). Сучасних даних про чисельність немає.

## Особливості біології
Комаха з повним перетворенням. Дорослі ктирі з'являються влітку, ведуть денний спосіб життя. Дають одну генерацію на рік. Личинки розвиваються протягом 2—3 років у верхньому шарі ґрунту або трухлявій деревині, де й заляльковуються. Лялечка розвивається від 2 до 6 тижнів, поступово рухається до поверхні і після метаморфозу перетворюється в дорослу особину (імаго).
Дорослі — активні хижаки. Як правило, ловлять здобич (переважно комах) на льоту, нападаючи навіть на таких небезпечних перетинчастокрилих як оси і бджоли. До харчового раціону також входять павуки, кліщі і багатоніжки. Наздогнавши жертву ктир хоботком проколює її хітиновий покрив і вводить всередину тіла отруйну і ферментовану слину, яка не тільки вбиває, а також перетравлює нутрощі комахи. Незабаром ктир висмоктує жертву і повертається на спостережний пост – якесь підвищення в межах своєї мисливської території. Личинки — хижаки на всіх етапах розвитку, також отруйні і полюють переважно на личинок членистоногих, деколи живляться рослинними рештками.

## Охорона
У межах української частини ареалу спостерігається зменшення чисельності популяції через розорювання цілинних ділянок, залісення піщаних кучугур, пожежі, випас худоби та застосування пестицидів. Саме тому вид занесений до Червоної книги України (охоронна категорія: вразливий вид).
Для збереження виду необхідне виявлення і заповідання місць проживання виду з наступними заходами охорони і моніторингом за станом популяції. В Україні можливо охороняється в лісостепових і степових заповідниках, національних природних парках і заказниках. У Запорізькій області охороняється в Національному заповіднику «Хортиця», у Криму —  в Національному природному парку «Тарханкутский».

## Практичне значення
Ктирі регулюють чисельність різноманітних комах, зокрема шкідливих — саранових, хрущів та ін. Іноді поїдають домашніх бджіл, чим можуть наносити шкоду бджільництву.
Отрута ктиря впливає не тільки на членистоногих. Впійманий рукою ктир іноді кусає і людину. Такий укус настільки же болячий, як укол бджолиного жала..